# 中正国防幹部予備学校

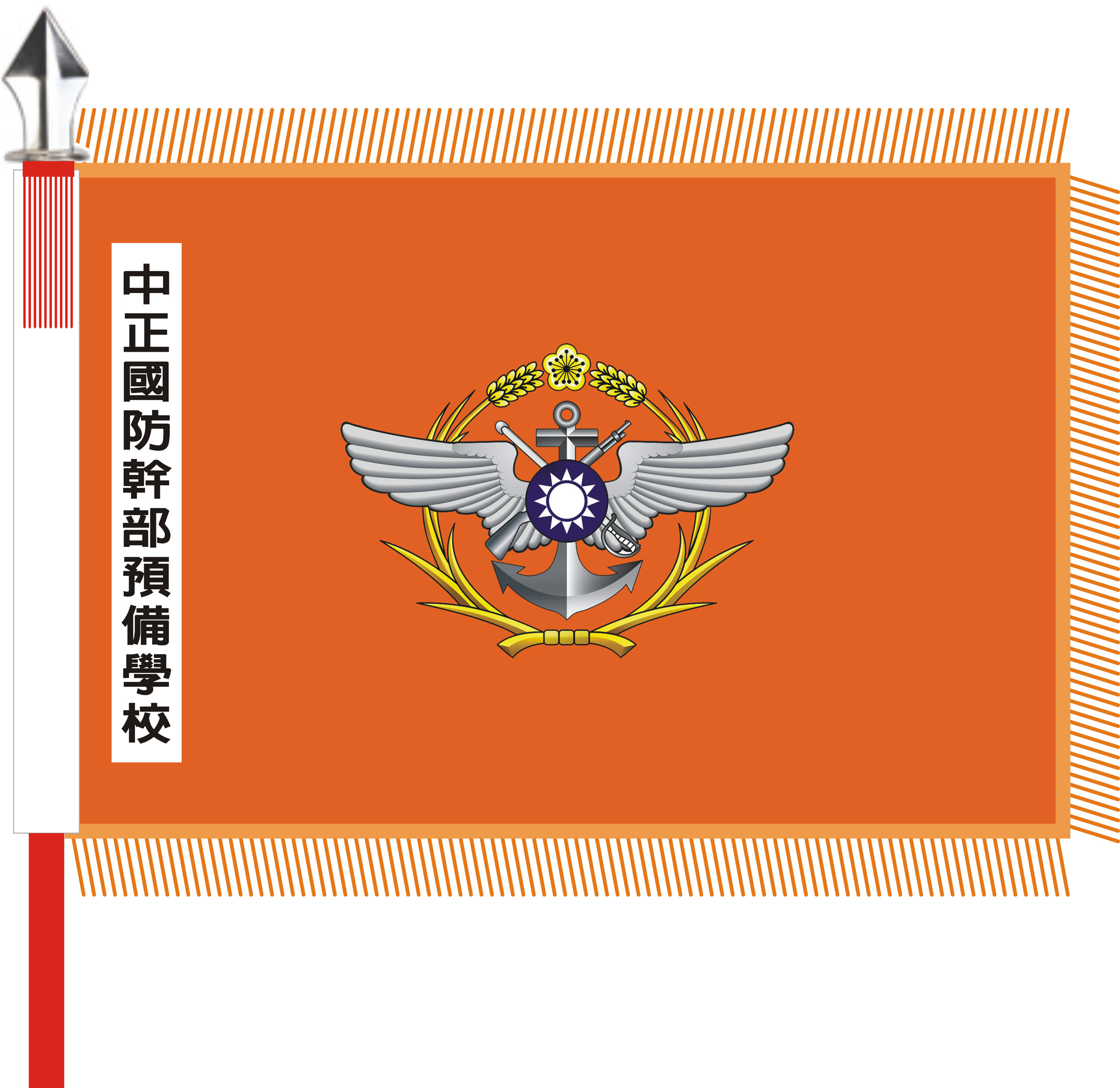
校旗

中正国防幹部予備学校（中正國防幹部預備學校）は、中華民国高雄市鳳山区の後期中等教育機関。中華民国国軍の予科士官学校・幼年学校。略称は中正予校（中正預校）。
陸軍軍官予備學校（陸軍軍官学校予備班）、海軍軍官学校予備班、空軍幼年学校を統合して設立された。